# Alland’Huy-et-Sausseuil
Alland’Huy-et-Sausseuil ist eine französische Gemeinde mit 272 Einwohnern (Stand 1. Januar 2022) im Département Ardennes in der Region Grand Est. Sie gehört zum Arrondissement Vouziers und zum Kanton Attigny. 

## Geographie
Das Gemeindegebiet wird vom Fluss Saulces durchquert.
Nachbargemeinden sind Sorcy-Bauthémont im Norden, Écordal im Nordosten, Charbogne im Osten, Attigny im Südosten, Givry im Süden, Ambly-Fleury im Südwesten, Amagne im Westen sowie Faux im Nordwesten.

## Bevölkerungsentwicklung
| Jahr      | 1962 | 1968 | 1975 | 1982 | 1990 | 1999 | 2006 | 2011 | 2019 |
| --------- | ---- | ---- | ---- | ---- | ---- | ---- | ---- | ---- | ---- |
| Einwohner | 326  | 303  | 265  | 242  | 217  | 215  | 235  | 259  | 242  |

## Sehenswürdigkeiten
- Kirche Sainte-Catherine (Monument historique)

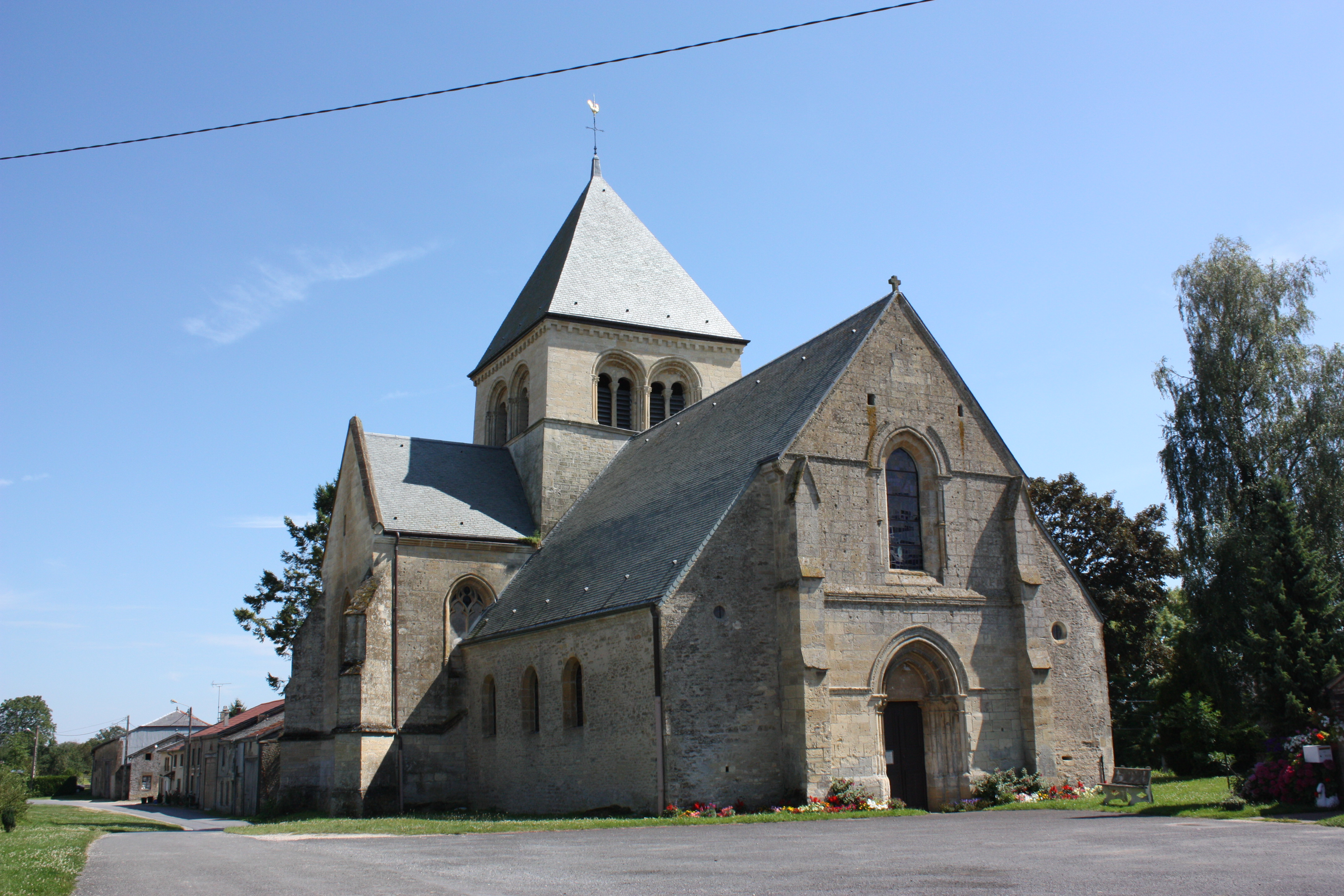
Kirche St. Katharina
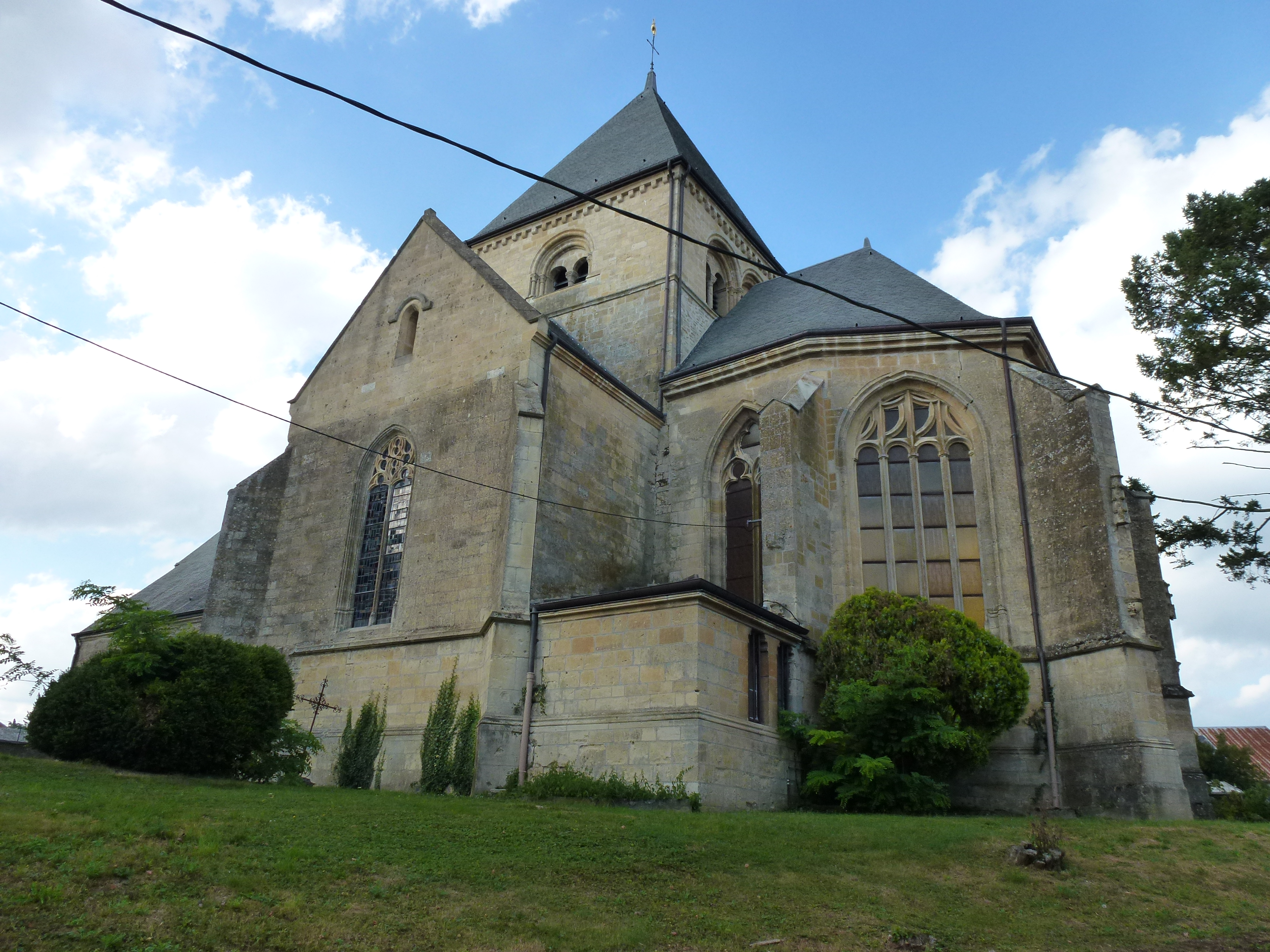
Kirche St. Katharina